# Liu Rui (taekwondo)
Liu Rui (6 de enero de 1987) es una deportista china que compitió en taekwondo.
Ganó de dos medallas en el Campeonato Mundial de Taekwondo en los años 2005 y 2009, y una medalla en el Campeonato Asiático de Taekwondo de 2006. En los Juegos Asiáticos de 2010 consiguió una medalla de oro.

## Palmarés internacional
| Campeonato Mundial  | Campeonato Mundial     | Campeonato Mundial | Campeonato Mundial |
| Año                 | Lugar                  | Medalla            | Categoría          |
| ------------------- | ---------------------- | ------------------ | ------------------ |
| 2005                | Madrid (España)        | Medalla de bronce  | +72 kg             |
| 2009                | Copenhague (Dinamarca) | Medalla de plata   | +73 kg             |
| Juegos Asiáticos    |                        |                    |                    |
| Año                 | Lugar                  | Medalla            | Categoría          |
| 2010                | Cantón (China)         | Medalla de oro     | +73 kg             |
| Campeonato Asiático |                        |                    |                    |
| Año                 | Lugar                  | Medalla            | Categoría          |
| 2006                | Bangkok (Tailandia)    | Medalla de plata   | –72 kg             |